# Ozicrypta australoborealis
Ozicrypta australoborealis är en spindelart som beskrevs av Raven och Churchill 1994. Ozicrypta australoborealis ingår i släktet Ozicrypta och familjen Barychelidae.
Artens utbredningsområde är Northern Territory, Australien. Inga underarter finns listade i Catalogue of Life.